# لسه اندرسون
لسه اندرسون (دانمارکی: Lasse Andersson؛ زادهٔ ۱۱ مارس ۱۹۹۴) بازیکن هندبال اهل دانمارک است.